# 谢萨 (穆尔西亚)
谢萨（西班牙語：Cieza），是西班牙穆尔西亚地区的一个市镇。总面积365.1平方公里，总人口34,889人（2018年），人口密度96人/平方公里。

## 外部連結
- 官方网站